# Bivonaea lutea
Bivonaea lutea ist die einzige Art der Pflanzengattung Bivonaea innerhalb der Familie der Kreuzblütengewächse (Brassicaceae). Das Verbreitungsgebiet umfasst Algerien, Tunesien sowie die italienischen Inseln Sardinien und Sizilien.

## Beschreibung

### Erscheinungsbild und Blatt
Bivonaea lutea ist eine schlanke, kahle, einjährige, krautige Pflanze mit Wuchshöhen von 4 bis 20 Zentimeter. Es können mehrere aufrechte bis aufsteigende Stängel gebildet werden. Nebenblätter fehlen.
Die kurz gestielten Grundblätter sind länglich-spatelförmig. Der Blattrand ist ganzrandig oder gezähnt.

### Blüte, Frucht und Samen
Die Blüten stehen in traubigen Blütenständen zusammen. Die zwittrigen Blüten sind vierzählig. Die vier freien, abstehenden Kelchblätter sind in zwei Kreisen angeordnet. Die vier gleich großen gelben Kronblätter sind etwa 3 Millimeter lang und damit eineinhalb Mal so lang wie die Kelchblätter. Die freien, insgesamt sechs Staubblätter besitzen keine Anhängsel und stehen in zwei Kreisen mit außen zwei kurzen und innen vier langen Staubblättern.
Die verkehrteiförmig-länglichen, 5 bis 7 Millimeter langen Schötchen sind ausgerandet und bei schmaler Scheidewand senkrecht zu dieser abgeflacht (angustisept). Die Fruchtklappen sind 1 bis 2 Millimeter breit geflügelt. Es werden in jedem Fruchtfach zwei bis sechs Samen gebildet. Die Oberfläche der Samen ist glatt, weist also keine warzenförmigen Drüsen auf.

## Systematik
Die Gattung Bivonaea wurde 1821 von Augustin-Pyrame de Candolle in Mémoires du Muséum d'Histoire Naturelle, Band 7, Seite 241 aufgestellt. Sie enthält als einzige Art Bivonaea lutea.
Die Erstbeschreibung dieser Art erfolgte durch Antonius de Bivona-Bernardi in Sicularum Plantarum Centuria, Band 1, Seite 78 unter dem Basionym Thlaspi luteum. Unter dem Namen Bivonaea lutea wurde sie 1821 von Augustin-Pyrame de Candolle in Regni Vegetabilis Systema naturale, sive Ordine, Genera et Species Plantarum Secundum Methodi Naturalis Normas Digestarum et Descriptarum, Band 2, Seite 555 in die Gattung Bivonaea gestellt. Der Gattungsname ehrt den Erstbeschreiber der Art.